# Агриппина в Брундизии

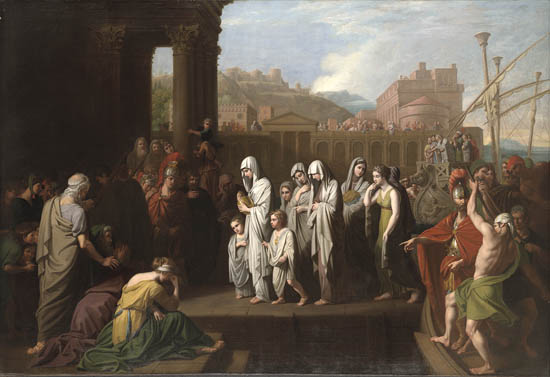
Бенджамин Вест, «Агриппина сходит на берег с прахом Германика в Брундизии», 1768, Картинная галерея Йельского университета

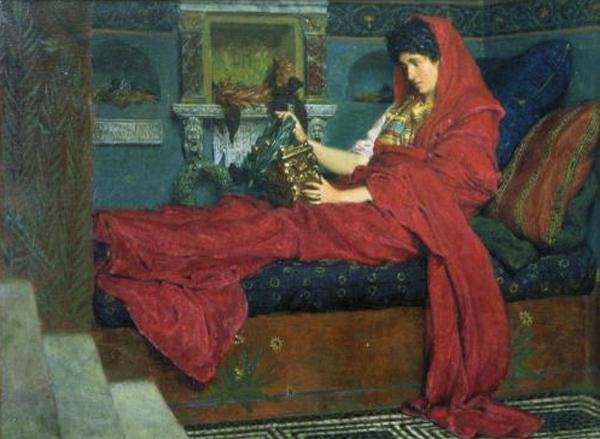
Лоуренс Альма-Тадема, «Агриппина с прахом Германика»

«Агриппина в Брундизии» (Бриндизии) — изобразительный сюжет живописи Нового Времени, иллюстрирующий эпизод древнеримской истории (Тацит, «Анналы», 3:1).

## Сюжет
Изображено прибытие в итальянский порт Бриндизий Агриппины Старшей с прахом своего мужа Германика, отравленного в Сирии (19 год н. э.), и с двумя сыновьями. Популярный среди народа Германик был убит, вероятно, по приказу своего отчима императора Тиберия, и его вдова по прибытии была встречена огромными скорбящими толпами народа.
Согласно «Анналам»:

Ни разу не прервав плаванья по бурному зимнему морю, Агриппина прибывает на остров Коркиру, лежащий против побережья Калабрии. Объятая горем и неспособная с ним совладать, она проводит там несколько дней, чтобы восстановить душевные силы.
 Между тем, прослышав о скором её прибытии, ближайшие из друзей и множество воинов, служивших под начальством Германика, а также многие, никогда не видавшие его прежде обитатели расположенных невдалеке муниципиев, иные — полагая, что этим они выполняют свой долг перед принцепсом, иные — последовав их примеру, устремляются в город Брундизий, так как для плывущей в Италию Агриппины тут было всего ближе и удобнее высадиться на сушу.
 Едва флот показался в открытом море, как толпой заполняются не только гавань и набережные: люди облепляют укрепления и крыши домов, они всюду, откуда открывался вид на далекое расстояние, и, погруженные в печаль, спрашивают друг друга, как пристойнее встретить сходящую с корабля Агриппину — безмолвием или каким-либо возгласом. И все ещё оставалось нерешённым, что здесь уместнее, когда флот стал медленно подходить к месту причала; не весело и размашисто, как принято в таких случаях, заносили весла гребцы, но все было проникнуто глубокою печалью. 
Когда же, сойдя на берег вместе с двумя детьми и погребальною урной в руках, Агриппина вперила взор в землю, раздался общий стон, и нельзя было отличить, исходят ли эти стенания от близких или от посторонних, от мужчин или женщин; но встречающие превосходили в выражении своего ещё свежего горя измученных длительной скорбью спутников Агриппины.

Роберт Грейвс использует описание Тацита для создания того же эпизода в своем историческом романе «Я, Клавдий».

## Иконография
Агриппина изображается в облачении вдовы с закрытым вуалью лицом, стоящей на носу корабля или вступающей на берег, держащей урну с прахом мужа. Также встречаются изображения скорбящей Агриппины, сидя приобнимающей урну, иногда в обществе детей.
Её образ символизирует супружескую верность.

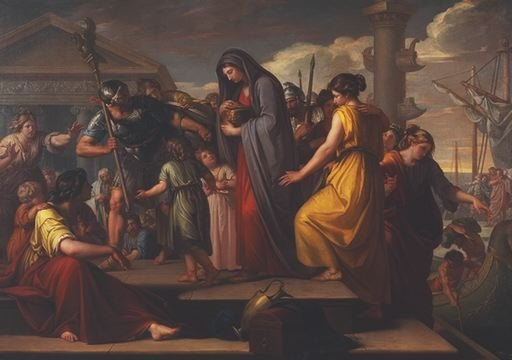
Г. Гамильтон, ок. 1765
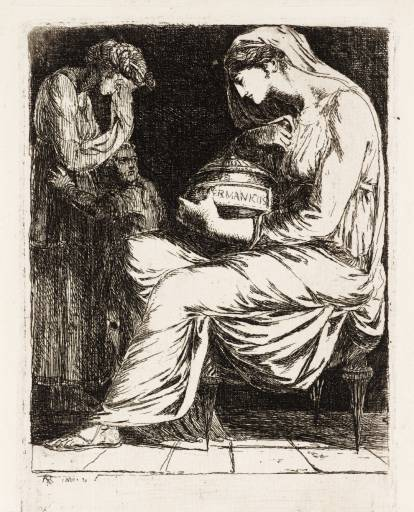
А. Рэнсаймон, ок. 1773
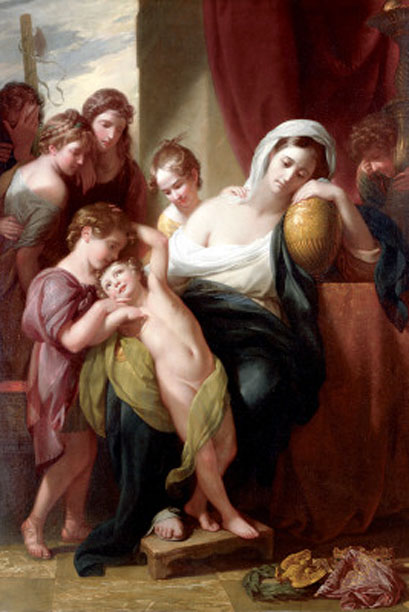
Б. Уэст, 1773
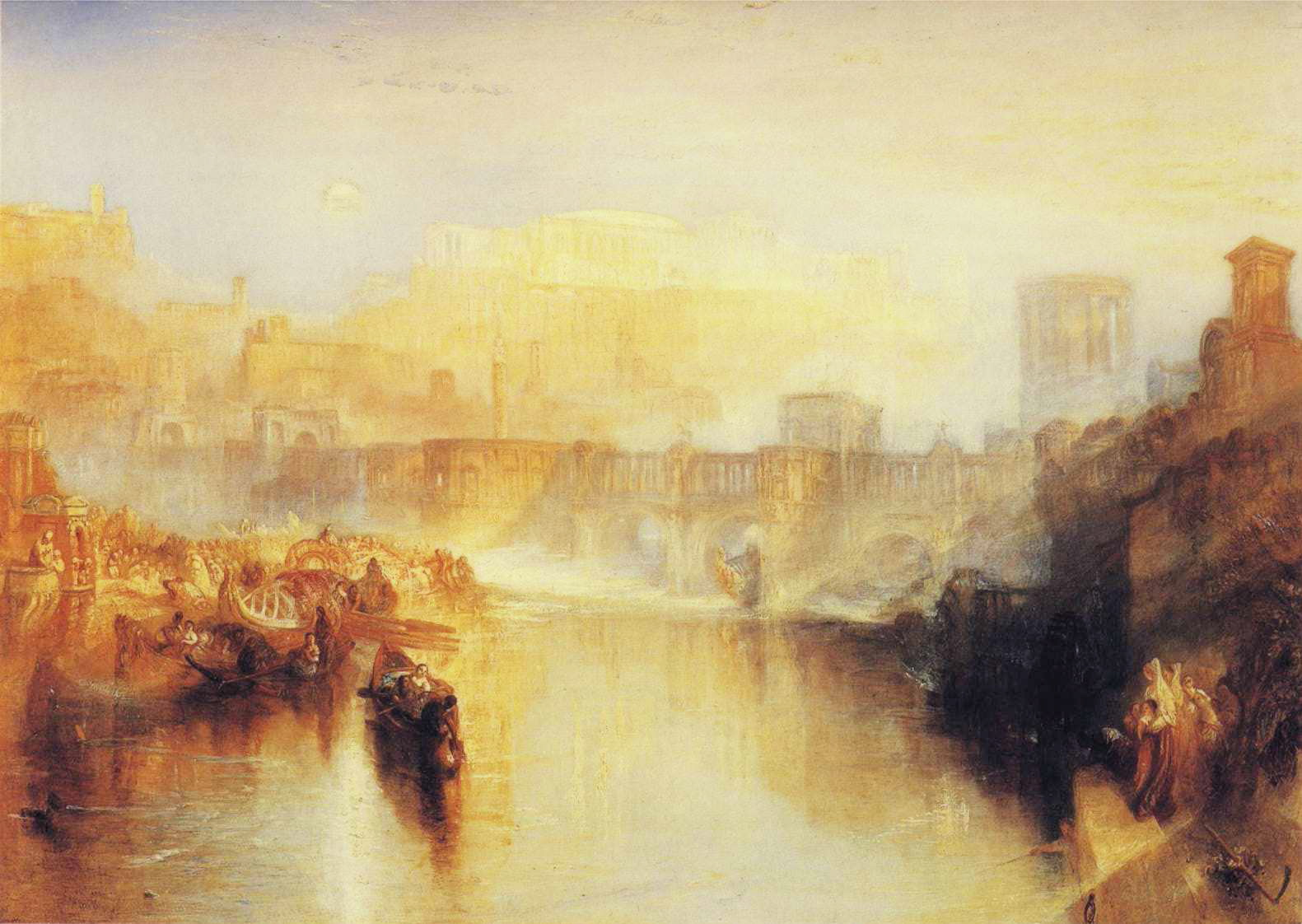
Тёрнер, 1839